# Pistosaurus
Pistosaurus var ett släkte vattenlevande kräldjur som levde under mitten av trias. Fossil av Pistosaurus har påträffats i Tyskland, Frankrike (omstridd), Italien och Polen. Den enda kända arten är Pistosaurus longaevus.
Pistosaurus kunde bli omkring tre meter lång. De hade drag som liknade både plesiosaurier och nothosaurier. Huvudet liknade det hos plesiosaurierna, men gommen mera den hos nothosaurierna. Till skillnad från nothosaurierna som främst simmade genom att röra kroppen hade Pistosaurus paddellika ben som hos plesiosaurierna. Käken var full av vassa spetsiga tänder och levde mestadels av att fånga fisk.